# Яблонка (округ Миява)
Яблонка (словац. Jablonka) — село, громада округу Миява, Тренчинський край. Кадастрова площа громади — 12.59 км².
Населення 470 осіб (станом на 31 грудня 2020 року).

## Історія
Перша письмова згадака про село Яблонка датується 1690 роком.

## Населення
| Рік:            | 1994. | 2004.    | 2014.   | 2024.   |
| --------------- | ----- | -------- | ------- | ------- |
| Кількість осіб: | 600   | 517      | 482     | 474     |
| Різниця:        |       | -13,83 % | -6,76 % | -1,65 % |

| Рік:            | 2023. | 2024. |
| --------------- | ----- | ----- |
| Кількість осіб: | 474   | 474   |
| Різниця:        |       | +0 %  |